# アイドル伝説えり子
『アイドル伝説えり子』（アイドルでんせつえりこ、LEGENDARY IDOL ERIKO）は、葦プロダクション・テレビせとうち（TSC）制作のテレビアニメ。テレビ東京系列にて1989年4月3日から1990年3月26日まで放映された。制作局のテレビせとうちでは1999年4月から2000年3月まで、10周年の再放送もされた。全51話。

## 概要
芸能界を舞台にアイドル歌手としてデビューした少女のサクセスストーリーを描く。実在のタレント田村英里子とタイアップして制作されたオリジナルアニメである。本作品はTSC自社制作アニメ第1号でもある。
関連商品の売上は80億円に達した。この成功により、後番組として『アイドル天使ようこそようこ』が製作されることとなる。
大げさな芝居、主人公に次々と襲い掛かる不幸、泥沼化して行くストーリー、それらを盛り立てる滝沢久美子のシリアス溢れたナレーションなど、大映ドラマシリーズの作風を踏襲した作風に大きな独自性が見られる。シリアスで真面目なストーリーだったが、そのクサさは大映ドラマと同様にギャグと紙一重でもあった。
アイドルとのタイアップを活かし全話に渡って田村英里子の楽曲がふんだんに使用されていた。使用回数が非常に多く、使用された楽曲数も多数にのぼる。多くの曲が使用できたことにより、シーンの盛り上げに役立っていた上に、芸能界物のアニメーションとしてリアリティを出す効果をもたらしていた。使用された楽曲は、多くは田村英里子がリリースしたオリジナル音源によるものだが、芝居の都合で田村えり子役の矢島晶子による歌が用いられることもあった。

## elilinコーナー
本放送時、本編後のCMと次回予告との間に「elilinコーナー」と名付けられた1分間のコーナーが設けられ、田村英里子本人が出演してPRを行っていた。予告につなぐ際には、田村英里子本人により「次回のアイドル伝説えり子は、どうなるのでしょうか？」というセリフが、毎週使用されていた。
このコーナーが挿入されていた分だけ、本編の尺数は他のアニメ番組よりも短くなっている。時事的な内容と本放送時契約のみの関係理由でVHSビデオソフト・LD-BOX・DVD-BOX及びBlu-rayBOXには未収録である。また、1999年にテレビ東京で再放送された際もこのコーナー部分のみカットされた。

## ストーリー
芸能プロダクション・タムラプロ社長の娘として幸せに暮らしていた中学3年生の少女・田村えり子は、両親の突然の事故で過酷な運命の渦に巻き込まれる。心ならずもアイドルとしての道を進む事になる彼女だったが、やがて歌を通して自らの人生を切り開いていく。

## 登場人物

### 主要人物
田村 えり子
声 - 矢島晶子 / 歌 - 田村英里子
本作の主人公。14歳。芸能プロの社長・雄介と元人気歌手・美奈子の間に生まれた一粒種。
両親の事故をきっかけに苦難と波乱に満ちた運命に翻弄されていくが、生まれ持った天性の才能と人をひきつける魅力で道を切り開き、アイドル歌手として、1人の少女として成長していく。
朝霧 麗
声 - 松井菜桜子 / 歌 - 橋本舞子
項介のタムラプロに所属する女性ロックシンガー。16歳。
良子の娘だが、母とは不仲である。えり子のことを強烈にライバル視しているが、根は優しい。出生の秘密が有り、自分の父親が誰なのかを知らない。
田村 項介
声 - 飯塚昭三　
雄介の兄で、えり子の叔父。タムラプロの専務として働いていたが、優秀で人徳のある弟と比べられ蔑まれてきた恨みから弟の死後タムラプロを乗っ取り、えり子を破滅に陥れようと裏で暗躍する。
キャラクターデザインのイメージは長門裕之。
田村 雄介
声 - 土師孝也
えり子の父で、芸能プロのタムラプロ社長。項介とは違い、誰に対しても優しく接するため、信頼と人望に厚い。交通事故で死去。
田村 美奈子
声 - 滝沢久美子
えり子の母で、元歌手。旧姓「星」。夫と共に事故に遭い、一命を取り留めるものの昏睡状態に陥っている。
阿木 星吾
声 - 松本保典 / 歌 - 有待雅彦
ロックバンド「STEA」のリードボーカル。タムラプロ所属。
内田 真也
声 - 西村知道
内田プロダクションの事務所の社長。雄介の親友でもあり、項介の魔の手に落ちようとしていたえり子を自分のプロダクションに引き抜き、公私両面に渡って歌手活動を支えている。
朝霧 良子
声 - 榊原良子
麗の実母。項介とは過去に浅からぬ関係があり、2人で結託してえり子を潰そうと画策している。
アーサー・ハワード
声 - 田中信夫　
世界に名を轟かせる大物プロデューサー。ミュージカル「ロックンルーツ」の主演女優を探して来日した際、えり子と麗の中に才能のきらめきを見出し、高く評価している。
大沢 洋　
声 - 柴本浩行 / 歌 - 片山諭
麗の母・良子によって見出された謎のシンガー。サックスを片手に歌いまくるというパフォーマンスと野生の雄たけびをベースにした独特な歌唱で聴衆を圧倒する。動物とコミュニケーションをとるという能力を持っている。
仲田 靖子
声 - 鷹森淑乃
えり子を応援する聖愛女学院の先輩。元水泳部のキャプテンで、芸能人水泳大会で泳がなくてはならなくなったえり子のカナヅチ克服の特訓に協力する。
いいところのお嬢様ながら竹を割ったような性格で、困った人を見過ごせない姉御肌の人物である。

### その他の人物
麻美
声 - 本多知恵子
えり子の親友。聖愛女学校の生徒。アニメ劇中では姓は山形。漫画版では瀬山姓。デザインのイメージは富田靖子。えり子のことを応援している唯一の味方である。
松田
声 - 滝沢久美子
聖愛女学校の先生であり、常に厳しく指導しており、生徒からの評判も悪い。たまたまテレビでえり子が芸能活動をしているのを見て、学校内で会議して、えり子を退学させた。しかし、聖愛女学園の試験を受けた時には、えり子の態度を気に入り、姪がえり子のファンのためサインをねだったことがきっかけとなり関係は改善された。えり子が失踪した時にも、ラジオの時に手紙を送るほどである。
内田 一樹
声 - 中原茂
事務所の社長・真也の息子。えり子とは小さい頃からの仲良しである。えり子をかげながら応援しているものの、えり子か芸能界で活躍していることをよく思っておらず、前の普通の女の子に戻って欲しいと思っている。第40話冒頭の登場人物紹介のナレーションでは、「人々の運命を横目にとうとうイチ高校生だった」と紹介されている。
平田 堅三
声 - 水島鉄夫
通称「お触りじいさん」。雄介と美奈子の結婚式の仲人を務め、事故の前日に見舞いに行った人。初登場の時は、退院する。美奈子と会い、美奈子の記憶を取り戻した人物である。　　　
桂木 ユキ
声 - さとうあい
えり子の家のお手伝いさん。えり子を応援している。えり子が家出をしたときはえり子と一緒に暮らしている。未だ独身。
唐沢 英二郎
声 - 滝雅也
えり子の家の車の運転手。えり子を応援している。えり子が家出をした時も項介の所に働いている。そのため、企みなどはユキの所に報告する。未だ独身で、ユキとは仲が良く、コンサートにデートしに行く。
ロックマン上条
声 - 堀内賢雄
ラジオパーソナリティー。えり子と一緒に出演して、カオリが自殺をほのめかす電話をかけて来たときに、いたずらしないでと怒る。えり子が失踪し、カオリから電話がかかってきたときには、あの時、いたずらをかけてきたカオリだと気付いた。
伊集院
声 - 鈴木勝美
えり子のマネージャー。元はタムラプロで働いており、項介が気に入らず、会社を退職し、内田プロダクションに移籍した。わりとかっとなりやすく、えり子に止められている。第40話冒頭の登場人物紹介のナレーションでは、「とにかく一生懸命だった」と紹介されている。
柿本、楠田
声 - 菅原淳一、鷹森淑乃
芸能レポーター二人。柿本は梨元勝をイメージにデザインされている。楠田は常に彼と一緒にいる。
冬実
声 - 本多知恵子
えり子のファンで、病院に入院していた子ども。えり子が好きだったが、なかなかいえず、屋上でファンだとつげ、歌ってもらえ、喜んでいた。最終回では、退院する。
山口 カオリ
声 - 水谷優子
14歳。えり子のファンであり、えり子が出演しているラジオで電話して自殺をすると言い、えり子が電話待ってますと聞いた際に再び電話するが、上条が怒りびっくりして切って、ビルの屋上まで行き、叫び、再びえり子に電話をして、自殺をやめると言った。えり子が失踪した時には、ラジオに電話をし、励ましのエールを言う。
保科 朗
声 - 小杉十郎太
イギリス生まれで、親同士のいいなづけで、靖子と結婚約束し、本人は乗り気だったが、当の靖子には毛嫌いされている。えり子に靖子の将来の夢を話すと、とりあえず、置いておこうと言われ、去る。
桜木 哲也
声 - 速水奨
アクション俳優。ロボットのような自分を見るのが嫌で、スキーコテージで働いていた。えり子をスキーで助けて、仲良くなる。ホテルの火災でえり子がエレベーターに閉じ込められて、助けに行き、えり子と一緒にマットの下まで降りたほど勇敢である。

### えり子の愛犬
フォルテシモ
声 - 鷹森淑乃
えり子の飼い犬。犬種はポメラニアン。性別オス？（ネクタイ）。アニメでは寝るシーンが多く、動いているシーンがある。項介のことが嫌いでよく吠える。
ピアニシモ
声 - 本多知恵子
えり子の飼い犬。犬種はマルチーズ。性別メス（リボン）。お気に入りのお出かけバッグに入るのが大好き。項介のことが嫌いでよく吠える。

## スタッフ
- 企画：逸見渉（ビックウエスト）、梅原勝（葦プロダクション）
- シリーズ構成：小山高生
- 原案：ぶらざあのっぽ
- 音楽：渡辺俊幸
- キャラクターデザイン：山内則康、スタジオ・ライブ
- 美術監督：宮前光春、本田修
- 音響監督：田中英行
- 撮影監督：福田岳志
- 制作担当：下地志直
- 設定担当：村上憲治
- 音響担当制作：正木直幸
- 監督：アミノテツロー
- プロデューサー：三好雅彦（テレビせとうち）、田口智幸（ビックウエスト）
- タイトル：マキ・プロ
- アニメーション制作・音響制作：葦プロダクション
- 音響効果：庄司雅弘（フィズサウンドクリエイション）
- ミキサー：大塚晴寿（第1話 - 第19話）→小原吉男（第20話 - 第51話）
- 録音スタジオ：整音スタジオ
- 編集：辺見俊夫
- 制作管理：佐藤訓史
- 制作事務：古林明子
- 現像：東京現像所
- 協力：サンミュージックプロダクション
- 制作：テレビせとうち、ビックウエスト、葦プロダクション

### キャラクターデザイン
キャラクターデザインはメインキャラクターを担当した山内を中心としたスタジオ・ライブの合作である。担当は次のとおり。
- 山内則康 - 田村えり子、朝霧麗、内田一樹、フォルテシモ、ピアニシモ
- 芦田豊雄 - 仲田靖子、田村項介
- 富永真理（現・とみながまり） - 田村美奈子、阿木星吾、コスチュームデザイン
- こうじなひろし（現・神志那弘志） - 田村雄介
- 小林早苗（現・近永早苗） - 山形麻美、朝霧良子
- 近永健一 - 柿本、ラーメン屋、ペンションオーナー

## 主題歌
オープニングテーマ
「涙の半分」
歌 - 田村英里子 / 作詞 - 田口俊 / 作曲 - 筒美京平 / 編曲 - 小林武史
エンディングテーマ
「Unchained Heart」
歌 - 橋本舞子 / 作詞 - 森山進治 / 作曲 - 都志見隆 / 編曲 - 樫原伸彦
「May be Dream」（最終回）
歌 - 田村英里子 / 作詞 - 松本一起 / 作曲 - 筒美京平 / 編曲 - 船山基紀

## 挿入歌
「ロコモーションドリーム」
歌 - 田村英里子 / 作詞 - 田口俊 / 作曲 - 筒美京平 / 編曲 - 小林武史
「好きよ」
歌 - 田村英里子 / 作詞 - 松本隆 / 作曲 - 筒美京平 / 編曲 - 船山基紀
「私はそよ風」
歌 - 田村英里子 / 作詞 - 松本隆 / 作曲 - 筒美京平 / 編曲 - 小林武史
「真剣」
歌 - 田村英里子 / 作詞 - 松本隆 / 作曲 - 筒美京平 / 編曲 - 新川博
「NEXT」
歌 - 田村英里子 / 作詞 - 松本隆 / 作曲 - 筒美京平 / 編曲 - 新川博
「プロセス」
歌 - 田村英里子 / 作詞 - 尾関昌也 / 作曲 - 佐藤健 / 編曲 - 武部聡志
「ガーネット伝説」
歌 - 田村英里子 / 作詞 - 尾関昌也 / 作曲 - 川上了 / 編曲 - 川上了
「そよ風のプロローグ」
歌 - 田村英里子 / 作詞 - 三浦徳子 / 作曲 - MARK DAVIS / 編曲 - MARK DAVIS
「連れてって」
歌 - 田村英里子 / 作詞 - 田口俊 / 作曲 - 筒美京平 / 編曲 - 船山基紀
「TRUE LOVE」
歌 - 橋本舞子 / 作詞 - 森山進治 / 作曲 - 都志見隆 / 編曲 -明石昌夫
「PRECIOUS DAYS」
歌 - 橋本舞子 / 作詞 - 森山進治 / 作曲 - 都志見隆 / 編曲 -明石昌夫
「雨のハイウェイ」
歌 - 橋本舞子 / 作詞 - 森山進治 / 作曲 - 都志見隆 / 編曲 -樫原伸彦
「GLORIA」
歌 - 橋本舞子 / 作詞 - 麻木かおる / 作曲 - 和泉一弥 / 編曲 -大堀薫
「My Song For You」
歌 - 橋本舞子 / 作詞 - 麻木かおる / 作曲 - 和泉一弥 / 編曲 -大堀薫
「Rolling Night」
歌 - 橋本舞子＆有待雅彦 / 作詞 - 麻木かおる / 作曲 - 片山圭司 / 編曲 -片山圭司
「WARRIOR」
歌 - 有待雅彦 / 作詞 - 麻木かおる / 作曲 - 片山圭司 / 編曲 -片山圭司
「さよならの夏」
歌 - 有待雅彦 / 作詞 - 麻木かおる / 作曲 - 和泉一弥 / 編曲 -大堀薫
「MIDNIGHT CITY」
歌 - 有待雅彦 / 作詞 - 星野今日子 / 作曲 - 和泉一弥 / 編曲 -上村義之
「BLUE MOONに照らされて」
歌 - 片山諭 / 作詞 - 星野今日子 / 作曲 - 和泉一弥 / 編曲 -上村義之
「Bay-Side Junction」
歌 - 片山諭 / 作詞 - 麻木かおる / 作曲 - 和泉一弥 / 編曲 -大堀薫

## 各話リスト
物語は、デビューから受賞までの第1話 - 第40話、単発エピソードの第41話 - 第48話、えり子の失踪エピソードの第49話 - 第51話の全3部構成になっている。
| 話数  | 放送日        | サブタイトル                               | 脚本     | 絵コンテ          | 演出           | 作画監督          |
| 第1部 | 第1部         | 第1部                                      | 第1部    | 第1部             | 第1部          | 第1部             |
| ----- | ------------- | ------------------------------------------ | -------- | ----------------- | -------------- | ----------------- |
| 1     | 1989年 4月3日 | 悲しみの前奏曲（プレリュード）             | 小山高生 | アミノテツロー    | アミノテツロー | 山内則康          |
| 2     | 4月10日       | 運命の序曲（オーバーチュア）               | 小山高生 | アミノテツロー    | 内田祐司       | 梶谷光春          |
| 3     | 4月17日       | パパに捧げる鎮魂歌（レクイエム）           | 荒川稔久 | 吉田健次郎        | 吉田健次郎     | 近永健一          |
| 4     | 4月24日       | 明日への追走曲（カノン）                   | 影山由美 | 大庭寿太郎        | 井上修         | 坂田筆男          |
| 5     | 5月1日        | 光と闇の二重奏（アンサンブル）             | 川崎裕之 | アミノテツロー    | 鈴木敏明       | 佐藤道雄          |
| 6     | 5月8日        | デビューへの断奏（スタッカート）           | 小山高生 | 小林真理          | 小林真理       | 畑良子            |
| 7     | 5月15日       | 父の形見の生誕曲（デビューきょく）         | 影山由美 | うえだひでひと    | 中村喜則       | 工藤裕加 平岡正幸 |
| 8     | 5月22日       | 新たなる旅立ちの奏鳴曲（ソナタ）           | 荒川稔久 | アミノテツロー    | 大庭寿太郎     | 山内則康          |
| 9     | 5月29日       | 炎の予感の練習曲（エチュード）             | 荒川稔久 | 吉田健次郎        | 吉田健次郎     | 関野昌弘          |
| 10    | 6月5日        | 愛と憎しみの三重奏（テルツェット）         | 川崎裕之 | 小林真理          | 三島道夫       | 畑良子            |
| 11    | 6月12日       | 雨あがりの二重唱（デュエット）             | 川崎裕之 | 鈴木敏明          | 佐藤道雄       | 佐藤道雄          |
| 12    | 6月19日       | 仕組まれた不協和音（ディスコード）         | 影山由美 | 吉田健次郎        | 吉田健次郎     | 近永健一          |
| 13    | 6月26日       | 絶望の分散和音（アルペジオ）               | 影山由美 | 森一浩            | 森一浩         | 村田美樹子        |
| 14    | 7月3日        | 希望への変奏曲（パルティータ）             | 荒川稔久 | 倉井さとし        | 倉井さとし     | 関野昌弘          |
| 15    | 7月10日       | 束の間の無伴奏（ア・カペラ）               | 川崎裕之 | アミノテツロー    | 内藤孝         | 工藤裕加 杉浦悦子 |
| 16    | 7月17日       | 復活の詠唱（アリア）                       | 影山由美 | 吉田健次郎        | 吉田健次郎     | 山内則康          |
| 17    | 7月24日       | 砕かれた喜遊曲（ディベルティメント）       | 荒川稔久 | 三島道夫          | 三島道夫       | 畑良子            |
| 18    | 7月31日       | 25メートルの幻想曲（ファンタジー）         | 小山高生 | 鈴木敏明          | 鈴木敏明       | 中島五郎          |
| 19    | 8月7日        | 絶望への転調（モデュレイション）           | 川崎裕之 | 倉井さとし        | 倉井さとし     | 関野昌弘          |
| 20    | 8月14日       | 潮風の交響曲（シンフォニー）               | 影山由美 | 森一浩            | 森一浩         | 近永健一          |
| 21    | 8月21日       | 初恋の小夜曲（セレナーデ）                 | 渡辺誓子 | 吉田健次郎        | 吉田健次郎     | 村田美樹子        |
| 22    | 8月28日       | 夕陽の受難曲（パッショーネ）               | 影山由美 | 吉田健次郎        | 鈴木敏明       | 中島五郎          |
| 23    | 9月4日        | 二つの星のための協奏曲（コンチェルト）     | 荒川稔久 | アミノテツロー    | 村山靖         | 山内則康          |
| 24    | 9月11日       | 心をつなぐ輪舞曲（ロンド）                 | 影山由美 | 米谷良知 三島道夫 | 米谷良知       | 武内啓            |
| 25    | 9月18日       | 時迫る運命の助奏（オブリガード）           | 川崎裕之 | 倉井さとし        | 倉井さとし     | 関野昌弘          |
| 26    | 9月25日       | 衝撃の即興曲（トッカータ）                 | 小山高生 | 吉田健次郎        | 吉田健次郎     | 近永健一          |
| 27    | 10月2日       | ガラスの枯葉の哀歌（エレジー）             | 荒川稔久 | 寒竹清隆          | 鈴木敏明       | 林委千夫          |
| 28    | 10月9日       | 破局への序奏（イントロダクション）         | 渡辺誓子 | アミノテツロー    | アミノテツロー | 伊藤久美子        |
| 29    | 10月16日      | 迷宮の輪唱（ラウンド）                     | 影山由美 | 米谷良知          | 米谷良知       | 武内啓            |
| 30    | 10月23日      | 心の雨に子守歌（ララバイ）                 | 荒川稔久 | 吉田健次郎        | 吉田健次郎     | 山内則康          |
| 31    | 10月30日      | 嵐の中の間奏曲（インテルメッツオ）         | 影山由美 | 倉井さとし        | 羽生頼仙       | 伊藤久美子        |
| 32    | 11月6日       | 終りなき情熱の舞曲（ダンス）               | 川崎裕之 | 鈴木敏明          | 鈴木敏明       | 林委千夫          |
| 33    | 11月13日      | あぶない物語曲（レジェンド）               | 影山由美 | 村山靖            | 村山靖         | 村田美樹子        |
| 34    | 11月20日      | それぞれの夜想曲（ノクターン）             | 小山高生 | 吉田健次郎        | 吉田健次郎     | 山内則康          |
| 35    | 11月27日      | 翼をくれた賛歌（グローリア）               | 川崎裕之 | ますなりこうじ    | ますなりこうじ | 畑良子            |
| 36    | 12月4日       | 摩天楼に響く交声曲（カンタータ）           | 渡辺誓子 | 森一浩            | 森一浩         | 堀澤聡志          |
| 37    | 12月11日      | 愛と優しさの多重音楽（ポリフォニー）       | 川崎裕之 | アミノテツロー    | 鈴木敏明       | 林委千夫          |
| 38    | 12月18日      | うたかたの聖歌（キャロル）                 | 影山由美 | 倉井さとし        | 羽生頼仙       | 関野昌弘          |
| 39    | 12月25日      | 栄光への行進曲（マーチ）                   | 小山高生 | アミノテツロー    | 吉田健次郎     | 山内則康          |
| 40    | 1990年 1月8日 | ささやかな交響組曲（シンフォニックスーツ） | 網野哲郎 | アミノテツロー    | 羽生頼仙       | 伊藤久美子        |
| 第2部 |               |                                            |          |                   |                |                   |
| 41    | 1月15日       | 不死鳥の旋律（メロディー）                 | 影山由美 | 垂永士            | 栗山美秀       | 畑良子            |
| 42    | 1月22日       | 恋に恋して田園曲（パストラル）             | 荒川稔久 | 福多潤            | 岡田聡         | 林委千夫          |
| 43    | 1月29日       | 未来へ続く諧謔曲（スケルツォ）             | 渡辺誓子 | 鈴木敏明          | 鈴木敏明       | 山内則康          |
| 44    | 2月5日        | 揺れ動く心の詩曲（ポエム）                 | 川崎裕之 | 倉井さとし        | 羽生頼仙       | 小森高博          |
| 45    | 2月12日       | 真冬の恋歌（ラブソング）                   | 小山高生 | 吉田健次郎        | 吉田健次郎     | 関野昌弘          |
| 46    | 2月19日       | かきみだされた斉唱（ユニゾン）             | 影山由美 | 栗山美秀          | 栗山美秀       | 畑良子            |
| 47    | 2月26日       | きらめきの祝福曲（ソリュージョン）         | 荒川稔久 | 倉井さとし        | 岡田聡         | 林委千夫          |
| 48    | 3月5日        | 感謝をこめた卒業曲（ほたるのひかり）       | 小山高生 | 鈴木敏明          | 鈴木敏明       | 山内則康          |
| 第3部 |               |                                            |          |                   |                |                   |
| 49    | 3月12日       | さまよいの装飾曲（アラベスク）             | 荒川稔久 | 村上憲治          | 村上憲治       | 伊藤久美子        |
| 50    | 3月19日       | 風がはこんだ衆賛歌（コラール）             | 影山由美 | 栗山美秀          | 村山靖         | 小森高博          |
| 51    | 3月26日       | そよ風の前奏曲（プロローグ）               | 荒川稔久 | 吉田健次郎        | 吉田健次郎     | 山内則康          |

## 放送局
放送系列は放送当時、放送日時は個別に出典が提示されてあるものを除き、1990年3月終了時点のものとする。

### 同時ネット
| 放送地域       | 放送局         | 放送日時           | 放送系列       | 備考                                 |
| -------------- | -------------- | ------------------ | -------------- | ------------------------------------ |
| 岡山県・香川県 | テレビせとうち | 月曜 18:00 - 18:30 | テレビ東京系列 | 制作局                               |
| 北海道         | テレビ北海道   | 月曜 18:00 - 18:30 | テレビ東京系列 | 1989年10月開局のため、27話から放送。 |
| 関東広域圏     | テレビ東京     | 月曜 18:00 - 18:30 | テレビ東京系列 |                                      |
| 愛知県         | テレビ愛知     | 月曜 18:00 - 18:30 | テレビ東京系列 |                                      |
| 大阪府         | テレビ大阪     | 月曜 18:00 - 18:30 | テレビ東京系列 |                                      |

### 時差ネット
| 放送地域 | 放送局         | 放送日時 | 放送系列                      | 備考                                                  |
| -------- | -------------- | --- | ----------------------------- | ----------------------------------------------------- |
| 青森県   | 青森テレビ     | 木曜 16:00 - 16:30 | TBS系列                       |                                                       |
| 岩手県   | 岩手放送       | 木曜 16:07 - 16:35 | TBS系列                       | 現・IBC岩手放送。                                     |
| 秋田県   | 秋田テレビ     | 火曜 17:30 - 18:00 | フジテレビ系列                |                                                       |
| 山形県   | 山形テレビ     | 火曜 16:30 - 17:00 | フジテレビ系列                |                                                       |
| 宮城県   | 仙台放送       | 月曜 - 金曜 10:30 - 11:00（1989年7月 - 8月）→ 月曜 17:00 - 17:30（1990年3月12日、3月19日）→ 月曜 - 木曜 16:00 - 16:30（1990年3月26日 - 4月19日） | フジテレビ系列                |                                                       |
| 福島県   | 福島放送       | 金曜 17:00 - 17:30（1989年11月 - 1990年4月）→ 土曜 6:00 - 6:30（1990年5月から）                                                                  | テレビ朝日系列                |                                                       |
| 新潟県   | 新潟総合テレビ | 月曜・火曜 16:45 - 17:00 | フジテレビ系列                | 現・NST新潟総合テレビ。AパートとBパートを分けて放送。 |
| 長野県   | 長野放送       | 金曜 17:00 - 17:30（1989年9月中旬 - 10月上旬時点） → 水曜 17:30 - 18:00                                                                          | フジテレビ系列                |                                                       |
| 静岡県   | 静岡第一テレビ | 火曜 17:00 - 17:30 | 日本テレビ系列                |                                                       |
| 石川県   | 石川テレビ     | 火曜 16:10 - 16:36 | フジテレビ系列                | 1989年7月4日から1990年4月3日まで放送。                |
| 岐阜県   | 岐阜放送       | 火曜 19:00 - 19:30 | 独立局                        |                                                       |
| 三重県   | 三重テレビ     | 水曜 17:00 - 17:30 | 独立局                        |                                                       |
| 滋賀県   | びわ湖放送     | 火曜 18:30 - 19:00 | 独立局                        |                                                       |
| 奈良県   | 奈良テレビ     | 金曜 18:30 - 19:00 | 独立局                        |                                                       |
| 和歌山県 | テレビ和歌山   | 木曜 17:00 - 17:30 | 独立局                        |                                                       |
| 広島県   | テレビ新広島   | 水曜 16:30 - 17:00 | フジテレビ系列                |                                                       |
| 愛媛県   | 愛媛放送       | 土曜 8:00 - 8:30 | フジテレビ系列                | 現・テレビ愛媛。                                      |
| 福岡県   | 九州朝日放送   | 土曜 17:00 - 17:30 | テレビ朝日系列                |                                                       |
| 熊本県   | テレビ熊本     | 月曜 16:30 - 17:00 | フジテレビ系列                | 1989年9月まではテレビ朝日系列とのクロスネット局。     |
| 鹿児島県 | 鹿児島テレビ   | 火曜 16:30 - 17:00 | フジテレビ系列 日本テレビ系列 |                                                       |

## 漫画化作品
小学館の『小学四年生』（1989年7月号 - 1990年3月号）に北島洋子による漫画が連載され、全1巻の単行本が出版された。
角川書店の『ASUKA』でも河原歩による漫画が1989年5月号から1990年1月号まで連載され、全3巻の単行本が出版された。

## ビデオグラム
1989年から1990年にかけて全話を収録した全13巻のVHSが発売(現在は全て廃盤)。1996年にはレーザーディスクのLD-BOX(現在は全て廃盤)が、2003年にはDVD-BOXが、2013年にはオリジナルネガフィルムからHDリマスタリングを行って高画質化した「レジェンドBlu-ray BOX」が発売。1989年には生産本数限定のミュージックビデオVHSソフトがバンダイビジュアルから発売された(現在は廃盤)。こちらのソフトは後の再ソフト化は行われていない。

## 関連商品
メインスポンサーのユタカやアガツマが人形など各種玩具を発売した他、ショウワノートからはぬりえ・きせかえなどの文具関連商品が発売されている。